# Strada statale 118 Corleonese Agrigentina
La strada statale 118 Corleonese Agrigentina (SS 118) è una strada statale italiana che si snoda tutta all'interno della Sicilia e va dallo svincolo sulla strada statale 121 Catanese (Bolognetta) ad Agrigento. Attraversa tutta la provincia di Palermo da nord a sud e quella di Agrigento nella stessa direzione. Nel suo percorso, a partire dallo svincolo, attraversa nell'ordine i seguenti comuni:
- provincia di Palermo
  - Bolognetta
  - Marineo
  - Corleone
  - Prizzi
- provincia di Agrigento
  - Santo Stefano Quisquina
  - Bivona
  - Alessandria della Rocca
  - Cianciana
  - Raffadali
  - Agrigento

## Storia

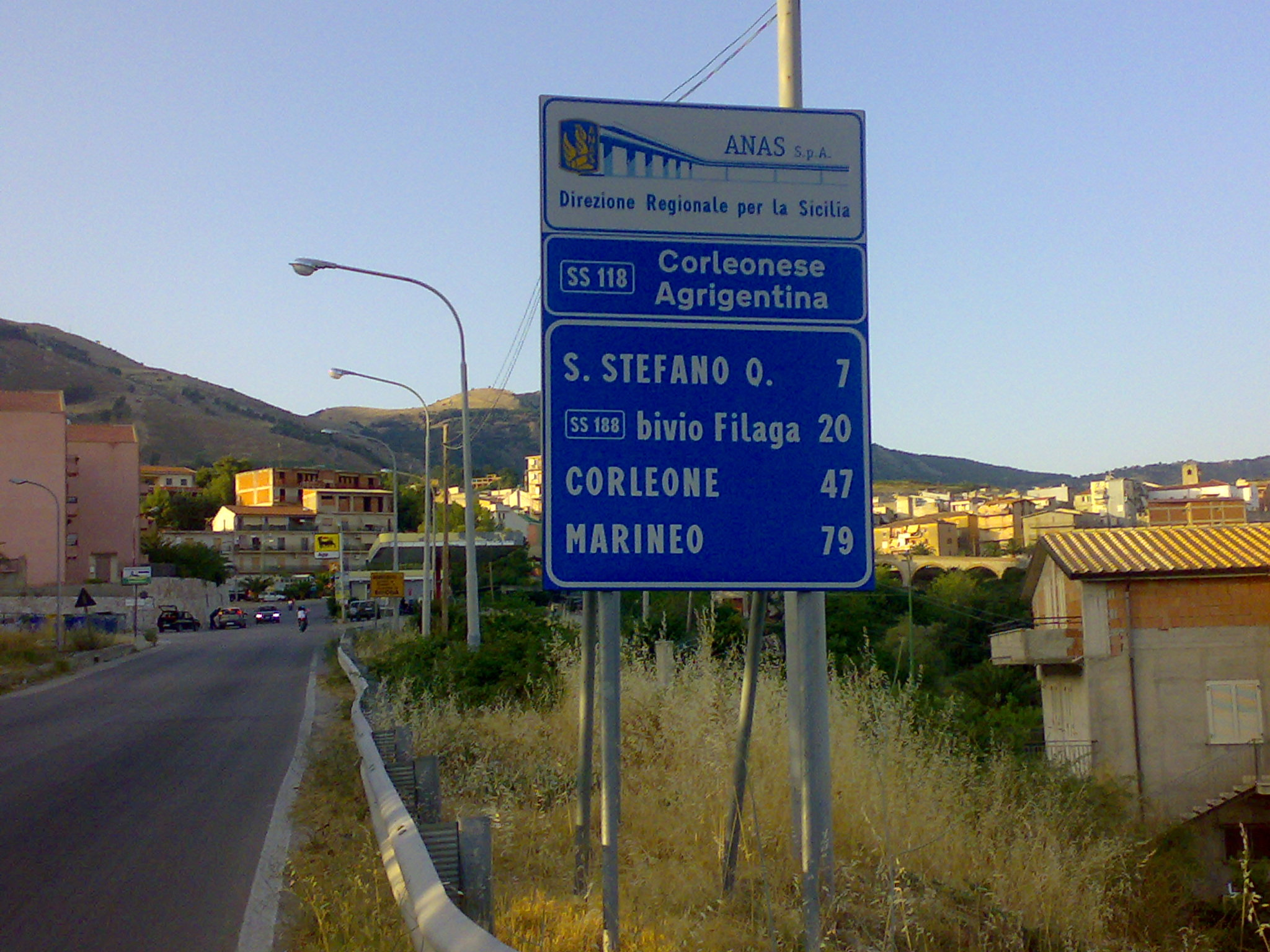
Cartello ANAS lungo la SS 118, all'ingresso meridionale di Bivona

La Corleonese Agrigentina è la strada romana più antica di Sicilia: molti tratti infatti coincidono col tracciato che i romani costruirono durante le fasi della prima guerra punica (264-241 a.C.). Tuttavia anche i romani utilizzarono piste già tracciate anticamente dagli indigeni.
La costruzione della strada nazionale Palermo-Girgenti via Corleone e Bivona fu decretata dal Governo, in seguito ad una votazione, il 30 marzo 1862. Il tracciato Corleone-Bivona per Prizzi e Santo Stefano Quisquina è stato scelto solamente in un secondo momento: la prima scelta fu, infatti, quella di costruire un tracciato che da Corleone giungesse a Bivona per Chiusa Sclafani e San Carlo (frazione di Chiusa). Parecchi problemi creò anche la seconda metà del tracciato, la strada Bivona-Girgenti. Fu solamente nei primi anni ottanta del XIX secolo che la strada venne conclusa e Palermo e Girgenti (Agrigento) furono collegate da un tracciato che attraversava le due principali città dell'entroterra, Corleone nel palermitano e Bivona nell'agrigentino.
Fu lungo questa strada che l'Azienda Autonoma Statale della Strada (A.A.S.S.) fece costruire il primo villaggio di cantonieri, poche case annesse all'alloggio per i carabinieri, una scuola e una piccola chiesa.

## Descrizione

### Dalla SS 121 a Quadrivio Spinasanta
Il caposaldo della strada si trova in corrispondenza dell'innesto con la vecchia strada statale 121 Catanese, ai margini settentrionali dell'abitato di Bolognetta. Un breve raccordo con svincolo a trombetta collega oggi la Corleonese Agrigentina al nuovo tracciato in variante della SS 121. Superato Marineo la strada lambisce aree di pregio naturalistico comprese nella riserva naturale orientata Bosco della Ficuzza, Rocca Busambra, Bosco del Cappelliere e Gorgo del Drago, lambendo il bacino artificiale del lago dello Scanzano, fino a giungere a Corleone, principale centro dell'entroterra palermitano. Da qui punta verso sud, trovando sul tragitto a circa 15 km di distanza Portella Imbriaca, passando ai piedi del centro montano di Prizzi e attraversando poi i centri, in provincia di Agrigento, di Santo Stefano Quisquina, Bivona, Alessandria della Rocca, Cianciana e Raffadali. In prossimità di Agrigento è stato realizzato un tratto in variante in galleria a carreggiate separate di lunghezza prossima al chilometro, che porta la strada a congiungersi, in un'intersezione a livelli sfalsati che sostituisce quella storica del Quadrivio Spinasanta, con la strada statale 122 Agrigentina (strada per Caltanissetta), la strada statale 189 della Valle del Platani (strada per Palermo) e il viadotto per l'accesso da nord alla città di Agrigento.

#### Tabella percorso
| Corleonese Agrigentina da SS 121 a Quadrivio Spinasanta |                                              |       |           |
| Tipo                                                    | Indicazione                                  | ↓km↓  | Provincia |
|                                                         | Catanese                                     | -0,3  | PA        |
|                                                         | Bolognetta ex SS 121                         | 0,0   | PA        |
|                                                         | Marineo                                      | 5,5   | PA        |
|                                                         | per Godrano, Villafrati                      | 15,8  | PA        |
|                                                         | per Piana degli Albanesi                     | 16,9  | PA        |
|                                                         | per Ficuzza                                  | 17,5  | PA        |
|                                                         | per Borgo Saladino                           | 22,5  | PA        |
|                                                         | Ponte del Casale                             | 27,9  | PA        |
|                                                         | Corleone                                     | 34,0  | PA        |
|                                                         | Bivio Belvedere Centro Occidentale Sicula    | 39,0  | PA        |
|                                                         | per Prizzi                                   | 56,6  | PA        |
|                                                         | Bivio Centovernari Centro Occidentale Sicula | 58,2  | PA        |
|                                                         | per Prizzi                                   | 59,9  | PA        |
|                                                         | per Filaga                                   | 62,1  | PA        |
|                                                         | Stazione di Filaga                           | 62,6  | PA        |
|                                                         | Bivio Filaga Centro Occidentale Sicula       | 63,3  | PA        |
|                                                         | per Filaga                                   | 64,2  | PA        |
|                                                         | per Cammarata                                | 74,0  | AG        |
|                                                         | Santo Stefano Quisquina                      | 75,0  | AG        |
|                                                         | Bivona                                       | 82,0  | AG        |
|                                                         | Santa Filomena per Calamonaci                | 83,4  | AG        |
|                                                         | Alessandria della Rocca                      | 92,1  | AG        |
|                                                         | per San Biagio Platani                       | 93,3  | AG        |
|                                                         | per Ribera                                   | 100,0 | AG        |
|                                                         | Cianciana                                    | 102,0 | AG        |
|                                                         | per Cattolica Eraclea                        | 105,5 | AG        |
|                                                         | Fiume Platani                                | 111,9 | AG        |
|                                                         | Raffadali per Santa Elisabetta               | 132,0 | AG        |
|                                                         | per Montaperto                               | 137,5 | AG        |
|                                                         | per Piano Gatta                              | 141,9 | AG        |
|                                                         | Agrigento sud per SS 115 quater              | 146,0 | AG        |
|                                                         | Agrigentina della Valle del Platani          | 147,0 | AG        |

### Dal Quadrivio Spinasanta alla SS 115
Il percorso storico, a partire dal Quadrivio Spinasanta, è stato slegato dal tracciato verso nord in seguito alla realizzazione della variante della galleria Spinasanta ed è stato declassato nell'attraversamento urbano di Agrigento. Uscita dalla città, la strada scende nella Valle dei Templi, dove si congiunge al percorso storico, adesso declassato, della strada statale 115 Sud Occidentale Sicula, immediatamente ai piedi della zona archeologica.

#### Tabella percorso
| Corleonese Agrigentina da Quadrivio Spinasanta a SS 115 |                                                            |       |           |
| Tipo                                                    | Indicazione                                                | ↓km↓  | Provincia |
|                                                         | Quadrivio Spinasanta                                       | 146,2 | AG        |
|                                                         | Agrigento                                                  | 148,0 | AG        |
|                                                         | per Valle dei Templi                                       | 149,6 | AG        |
|                                                         | Zona archeologica Tempio della Concordia, Tempio di Eracle | 151,2 | AG        |
|                                                         | Sud Occidentale Sicula                                     | 151,4 | AG        |